# Murchison Range
Die Murchison Range (deutsch etwa Murchison-Kette oder Murchison-Streifen), auch Antimony Range genannt, ist ein schmaler langgestreckter Bereich von Hügeln in der südafrikanischen Provinz Limpopo (Distrikt Mopani), der sich von der Großen Randstufe in ostnordöstlicher Richtung entfernt und nahe der Grenze zu Mosambik ausstreicht. Die Murchison Range beginnt westlich von Leydsdorp und ist etwa 80 Kilometer lang. Ihre Längsachse verläuft parallel zu den unmittelbar an der Nordostgrenze Eswatinis liegenden Makhonjwa Mountains.

## Geographie und Geologie

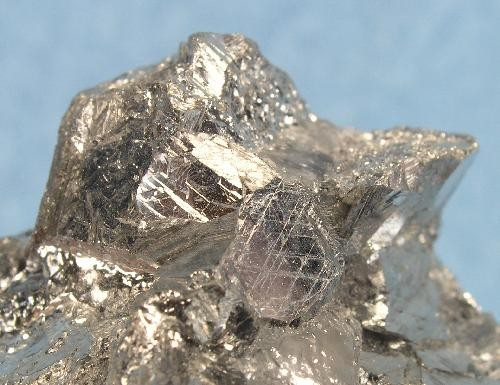
Erzstufe aus gediegenem Antimon aus der Monarch Antimony Mine bei Gravelotte, Murchison Range

Im Wesentlichen besteht der Hügelzug aus Gesteinen der Grünsteinfazies, wie alterierte Quarzporphyre und basische Intrusivgesteine der Onverwacht-Serie mit Sedimenten aus der Figtree- und Moodies-Serie. Diese Körper wurden von basischen Gesteinen des Rooiwater-Komplexes intrudiert. Sie bilden zusammen den Murchison Greenstone Belt. Die höchste Erhebung ist die Spitzkop mit 908 Metern über dem Meeresspiegel. Die südliche Hügelkette ist als Spitzkop Line bekannt und führt einen auffälligen Goldgehalt. Die nördliche Hügelkette verfügt über nennenswerte Antimonvorkommen und wird deshalb Antimony Line genannt. Von montanwirtschaftlichem Interesse sind hauptsächlich gediegenes Antimon sowie die Minerale Stibnit und Arsenopyrit.
Von den zwei parallel verlaufenden Hügelketten, sechs bis sieben Kilometer voneinander entfernt, ragen die Kämme durch sehr widerstandsfähige Quarzite und Quarzschieferbänke markant heraus. Ferner treten Talkschiefer, Chloritschiefer, Chlorit-Glimmerschiefer, Fuchsit-Quarz-Karbonat-Schiefer, Hornblendeschiefer, metamorph überprägte Konglomerate, Itabirite (calico rocks), Phyllite, dolomitische Marmore und weitere metamorphe Gesteine auf. Die Gesteinsfolge wird als Swaziland Schists bezeichnet. An drei Seiten ist der Murchison Greenstone Belt von Graniten und Gneisen umschlossen.
Die Region ist wegen ihres Mineralreichtums bekannt und deshalb das Ziel bergmännischer Aktivitäten. Die ersten Goldfunde machten Prospektoren im Jahre 1872. Die Ausbeute war jedoch gering und das Murchison Range Goldfield wurde bald aufgegeben. Steigende Goldpreise hatten in den 1930er Jahren erneutes Interesse geweckt und umfassende Lagerstättenuntersuchungen ausgelöst. Deren Ergebnisse blieben jedoch unbefriedigend. Seit dem 20. Jahrhundert ist die Goldgewinnung nur ein Nebenaspekt des Abbaus von Antimonerzen, die allerdings für den Weltmarktanteil bedeutend sind. Der Bergbau ist bis in eine Tiefe von über 650 Metern vorgedrungen.

## Verkehrswege
Die Verkehrserschließung erfolgt hauptsächlich mit der Regionalstraße R71 sowie durch eine Eisenbahnstrecke, die von Louis Trichardt nach Mbombela oder Maputo führt und hier einen Haltepunkt in Gravelotte besitzt. Phalaborwa, der nahe Hauptort der Lokalgemeinde Ba-Phalaborwa, verfügt über einen kleinen Binnenflughafen.